# 修行方便禪經
《修行方便禪經》，又名《禪經修行方便》、《修行地不淨觀經》、《不淨觀經》、《庚伽遮羅浮迷》，後期經錄誤作《達摩多羅禪經》，由佛陀跋陀羅應廬山慧遠之請於義熙七年（411）至八年（412）的期間譯出，內容是罽賓禪師佛大先（梵語：Buddhasena）所傳的禪法。
與《坐禪三昧經》齊名，坐禪三昧經為「關中禪經」，修行方便禪經則為「廬山禪經」。

## 題名
廬山禪經的梵語為「庾伽遮羅浮迷」，譯言「修行道地」，就是「瑜伽行地」的舊譯。禪經名稱，或作「修行方便禪經」、「修行地不淨觀經」。修行地，是庾伽遮羅浮迷的義譯。
「修行方便」或作「修行方便道」，「方便」是「加行」的舊譯，也是本經二道（方便道、勝道）之一。不淨觀是本經的二甘露門（不淨觀、持息念）之一。
現存宋藏等本稱作「達摩多羅禪經」，為起自後來經錄的誤題。根據現代學者的研究，《修行方便禪經》的內容與序文所載的佛大先禪法要點相合，而與達摩多羅禪法不同。據《出三藏記集》，與達摩多羅禪法有關的作品名為《庾伽三摩斯經》(譯言修行略，一名《達磨多羅禪法》，或云《達磨多羅菩薩撰禪經要集》)。

## 歷史
佛陀跋陀羅於後秦弘始十年（408）入長安，後與鳩摩羅什門徒不和。義熙七年（411），與弟子慧觀等40餘人赴廬山，受慧遠歡迎。義熙八年（412）秋，他離開廬山西遊至荊州，後來落腳建康（今日的南京）。在留居廬山期間，譯出了《修行方便禪經》。
其內容是罽賓禪師佛大先（梵語：Buddhasena）所傳禪法，從二甘露門──數息、不淨觀的方便、勝進二道，分別出退、住、升進、決定，進而觀界，修四無量，觀蘊、處，以至暢明緣起，達到禪定成就。
日本臨濟宗禪師東嶺圓慈著有《達磨多羅禪經說通考疏》，為本經之註釋。